# Claude Litre
Pour les articles homonymes, voir Litre (homonymie).
Claude Émile Jean-Baptiste Litre est une personnalité scientifique fictive créée en 1978 par Ken Woolner de l'université de Waterloo dans le but de justifier l'utilisation d'un « L » en majuscule pour symboliser le litre, en lieu et place d'un « l » en minuscule comme le prévoient normalement les règles du Système international d'unités (SI).

## Histoire
Bien que le litre ne soit pas l'unité SI pour le volume (il s'agit du mètre cube), le Comité international des poids et mesures (CIPM) a accepté son usage en 1879. Le symbole qui lui a alors été attribué était le « l » minuscule, conformément aux règles du CIPM, selon lesquelles seules les unités dont le nom est dérivé de celui d'une personne doivent avoir un symbole commençant par une majuscule (par exemple, le pascal a pour symbole Pa car il tire son nom de Blaise Pascal), ce qui n'est pas le cas du litre.
Néanmoins, il est souvent difficile de faire visuellement la distinction entre la lettre « l » et le chiffre « 1 » dans certaines polices de caractères ou dans certaines écritures manuscrites. L'usage s'est donc répandu d'utiliser le « L » majuscule pour éviter les confusions, bien que ce ne fût pas autorisé par le SI.
Woolner publia son poisson d'avril dans le numéro d'avril 1978 de CHEM 13 News, un bulletin d'information concernant la chimie destiné aux enseignants. Selon le canular, Claude Litre, né le 12 février 1716, était le fils d'un fabricant de bouteilles de vin. Durant sa carrière fictive, l'éminent savant proposa une unité de mesure du volume qui aurait été incorporée au SI après sa mort, en 1778. Ainsi, puisque le litre tirait son nom d'une personne, l'utilisation du « L » majuscule était justifiée au regard des règles du SI.
Un précis de cet article est publié dans la lettre d'information de l'Union internationale de chimie pure et appliquée et trompe de nombreuses publications, ainsi que des programmes de radio. Certains scientifiques poursuivent le canular en attribuant une fille prénommée Millie à Claude Émile Jean-Baptiste Litre.
Finalement, en octobre 1979, la 16e Conférence générale des poids et mesures constata l'usage et prit à titre exceptionnel une résolution autorisant à la fois la minuscule « l » et la majuscule « L » comme symboles du litre, en dérogation de la règle générale.
Woolner raconta l'histoire de son canular dans le numéro de septembre 1988 de CHEM 13 News.